# Tar Valon

De vlag van Tar Valon

Tar Valon is een land/stad uit de epische fantasyserie Het Rad des Tijds van de Amerikaanse schrijver Robert Jordan.
Tar Valon is een stad die omgeven wordt door de rivier de Erinin. Door de centrale ligging van Tar Valon - tussen de koninkrijken in het zuiden en westen en de Grenslanden -, is Tar Valon in het noordoostelijke deel van de Oude Wereld het belangrijkste handelscentrum. Naast een belangrijke handelscentrum is Tar Valon ook het machtscentrum van de Oude Wereld. De stad is het hart en de ziel van de Aes Sedai Orde en de Witte Toren staat op het eiland waar Tar Valon gebouwd is. 
Tar Valon werd 98 na het Breken van de Wereld gesticht en is voor het grootste gedeelte gebouwd door de Ogier. De stad is een kunstwerk op zich; gebouwen lopen vloeiend in elkaar over en vormen een kunstzinnig geheel. De stad is daarnaast te bereiken via zes grote bruggen, die nergens in de Oude Wereld voorkomen. 
Vanaf het moment dat Tar Valon gesticht werd is de stad door geen enkele vijand ingenomen. Enerzijds heeft dit te maken met de natuurlijke barrières en de opgeworpen verdedigingswerken, anderzijds heeft het te maken met het feit dat weinig legeraanvoerders bereid zijn vrouwen te bestrijden die de Ene Kracht kunnen hanteren. 
Tar Valon wordt bestuurd door een raad van Aes Sedai, die gekozen wordt door de Zaal van de Toren. Deze Raad stelt een staf van ambtenaren aan, die de dagelijkse administratie over Tar Valon uitvoert. Tar Valon trekt uiteenlopende bezoekers, van mensen die een pelgrimstocht uitvoeren tot vertegenwoordigers voor staatsbezoeken.
Wanneer Egwene Alveren en haar rebellerende Aes Sedai met een groot leger voor de stad verschijnen wordt de stad belegerd, maar de uitkomst van dit conflict is nog niet zeker.
Aiel-woestijn · Altara · Amadicia · Andor · Arad Doman · Arafel · Cairhien · Eilanden van het Zeevolk · Falme · Geldan · Illian · Kandor · Land van de Waanzinnigen · Malkier · Mayene · Morland · Saldea · Seanchan · Shara · Shienar · Tarabon · Tar Valon · Tyr · de Verwording